# کومودورو ریواداویا
کومودورو ریواداویا (به اسپانیایی: Comodoro Rivadavia) شهری در کشور آرژانتین، استان چوبوت است که در سال ۲۰۰۹ میلادی، حدود ۱۴۱٬۰۰۰ نفر جمعیت داشته است.